# Isla de la Vaca
Isla de la Vaca är en lång smal ö i Mexiko. Den ligger i delstaten Tamaulipas, i den nordöstra delen av landet. Ön fungerar som en barriär-ö för lagunen Laguna Madre.